# Đá cacbonat

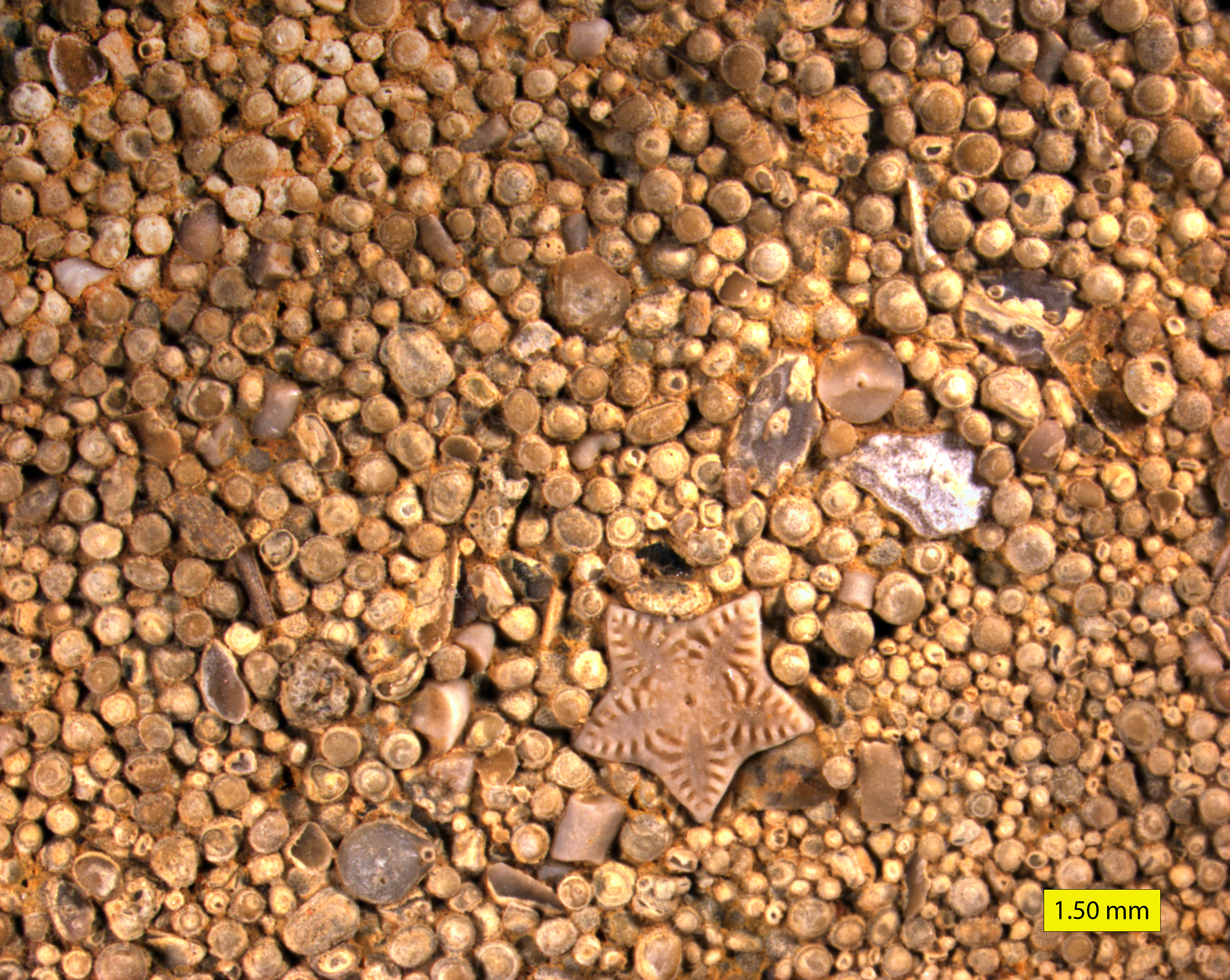
Những hạt ooid cacbonat trên bề mặt của đá vôi; hệ Carmel (giữa kỷ Jura) miền nam Utah, Mỹ. Đường kính lớn nhất là 1.0 mm.

Đá cacbonat là một loại đá trầm tích, bao gồm chủ yếu là khoáng vật cacbonat. Hai loại chính là đá vôi, bao gồm canxit hay aragonit (khác nhau cấu hình tinh thể của CaCO3) và dolostone, cấu tạo từ khoáng chất dolomite (CaMg(CO3)2).
Canxit có thể bị hòa tan bởi nước ngầm hoặc kết tủa từ nước ngầm, tùy thuộc vào một yếu tố bao gồm các nhiệt độ nước, độ pH, và nồng độ ion hoà tan. Canxit thể hiện một đặc điểm khác thường, gọi là hòa tan ngược trong đó, nó trở nên ít hòa tan hơn trong nước khi nhiệt độ tăng.
Khi điều kiện thích hợp cho kết tủa, canxit hình vỏ khoảng chất bao bọc cát hạt cát trong đá hoặc lấp đầy vết nứt.
Địa hình Karst và hang động phát triển trong đá cacbonat vì độ hòa tan trong nước ngầm chưa axit loãng. Nước ngầm mát hoặc một số loại nước ngầm khác cũng thích hợp để hình thành hang.
Đá cẩm thạch là sự biến chất của đá cacbonat. Hiếm có đá mácma có tính chất cacbonat và dung nham cacbonat còn hiếm hơn.